# 강화 외성
강화 외성(江華 外城)은 인천광역시 강화군 강화읍, 선원면, 불은면, 길상면 일원에 위치한 성곽이다.
1999년 3월 29일 인천광역시 유형문화재 제37호로 지정되었다가 2003년 10월 21일에 지정 해제되고, 2003년 10월 25일 사적 제452호로 승격되었다. 그러다가 2014년 4월 18일 강화 외성의 성곽과 진해루지(鎭海樓址)로 확인된 구역을 추가 지정하였다.

## 개요
강화외성은 고려 제23대 고종이 1232년 몽고의 침입으로 강화도로 천도한 후 고종 20년 (1233년)에 외적의 침입에 대비하여 해안 방어를 목적으로 적북돈대로부터 초지진까지 23km에 걸쳐 축조된 성이다.
강화외성은 고려 23대 고종이 1232년 몽고의 침입으로 강화도로 천도한 뒤 고종 20년(1233) 해안 방어를 위해 적북돈대로부터 초지진까지 23km에 걸쳐 쌓은 성이다.
강화성은 내성·중성·외성으로 이루어져 있으며, 내성은 주위 약 1,200m로 지금의 강화읍성이다. 외성은 동쪽 해안을 따라 쌓았는데 몽고군이 바다를 건너 공격하지 못하게 한 가장 중요한 방어시설이다.
『고려사』에 의하면 고려 고종 24년(1237)에 강화외성을 쌓았다는 기록이 있다. 이후 조선시대에도 비상시에 국왕의 피난처인 도성(都城)의 외성(外城)으로 광해군 10년(1618)에 보수하여 사용하였다. 그러다가 숙종때 병자호란기(1636)에 허물어진 외성을 돌을 이용하여 다시 쌓았고 돈대(墩臺)를 설치하였다. 그리고 영조때 강화유수 김시혁(金始爀)이 비가 오면 성의 흙이 흘러내려 나라에 건의하여 영조 19년(1743)에서 이듬해에 걸쳐 벽돌을 이용하여 다시 쌓았다고 한다.
2001년 동양고고학연구소에서 실시한 오두돈 주변의 전축성 구간에 대한 지표조사 결과에 의하면, 뻘층을 기초로 머리돌을 올리고 그 위에 대형석재로 석벽의 중심을 삼고 그 위에 머리돌을 올리고 다시 전돌을 여러 단 쌓았음을 확인할 수 있었다.
이 성은 높이 20척, 폭 5척이며, 6개의 문루(조해루·복파루·진해루·참경루·공조루·안해루)와 암문 6개소, 수문 17개소를 설치하였다고 한다.
강화외성은 고려 후기∼17세기 후반 도성의 구조와 축성기법 연구에 중요한 유적으로 평가된다. 특히, 이 성은 벽돌로 개축한 전축성(塼築城)이 오두돈 주변(남측)에 남아 있어 수원 화성(사적 제3호)과 더불어 전축성 연구에 귀중한 자료를 제공해준다.

## 참고 자료
- 강화 외성 - 국가유산청 국가유산포털